# Боэнде
Боэнде (фр. Boende) — город (территория) и административный центр провинции Чуапа, Демократическая Республика Конго.
В 2010 году население города по оценкам составляло 33 765 человек. Боэнде — порт на реке Чуапа, из которого совершается паромное сообщение с Киншасой. В городе есть аэропорт — Боэнде.
Территория разделена на 4 района:
- Болува (Boluwa)
- Джера (Djera)
- Лофой (Lofoy)
- Вини (Wini)